# Коре (Финистер)
Коре (фр. Coray) је насељено место у Француској у региону Бретања, у департману Финистер.
По подацима из 2011. године у општини је живело 1867 становника, а густина насељености је износила 59,53 становника/km².

## Демографија
| 1962. | 1968. | 1975. | 1982. | 1990. | 2011. |
| ----- | ----- | ----- | ----- | ----- | ----- |
| 1.841 | 1.787 | 1.768 | 1.737 | 1.623 | 1.867 |